# Fossés des Romains
Les fossés des Romains est un ensemble fortifié situé à Marcé, en France.

## Localisation
L'ensemble fortifié est situé dans le département français de Maine-et-Loire, sur la commune de Marcé.

## Historique
L'édifice est inscrit au titre des monuments historiques en 1987.